# Cleora nigristigma
Cleora nigristigma là một loài bướm đêm trong họ Geometridae.